# Save the Life of My Child
«Save the Life of My Child» — песня музыкального дуэта Simon & Garfunkel с их четвёртого студийного альбома, Bookends (1968).

## О песне
«Save the Life of My Child» была одной из многих песен на Bookends, записанных с помощником продюсера Джоном Саймоном.

## Композиция
Во время какофонии звуков в конце песни «Save the Life of My Child» тихо играет аудиообраз первого хита группы, «The Sound of Silence». Джон Саймон, которому приписывается помощь в создании песни, создал басовую линию, играя на синтезаторе Moog с подсказками самого Роберта Муга . Автор книги The Words and Music of Paul Simon Джеймс Беннигхоф считает, что взбалмошный, искаженный грув и электронные инструменты являются сопутствующим текстуальным элементом к теме песни: суицидальная пригородная молодежь. «Save the Life of My Child» — это драматическая история, связанная с наркотиками, насилием и отношениями матери и ребёнка. По словам Джеймса Беннигхофа, песня «посвящена индивидуальным кризисам в переполненной городской среде, наряду с отсылками к более крупным общественным силам и хотя бы намеком на некую трансцендентную перспективу.»